# Willamette University
Willamette University er et universitet i byen Oregon i USA.